# サクラ革命 〜華咲く乙女たち〜
サクラ革命 〜華咲く乙女たち〜（サクラかくめい はなさくおとめたち）は、セガより配信されたスマートフォン向けアプリケーションゲーム。ジャンルはドラマチックRPG。サービス期間は2020年12月15日 - 2021年7月20日。基本プレイ無料（アイテム課金制）。

## 概要
『サクラ大戦シリーズ』のスマートフォン向けアプリゲーム。セガが配信、ディライトワークスが開発・運営を担当する。「日本、奪還。」をテーマに、日本全国を巡る旅をしながら仲間を集めていく。「サクラ大戦シリーズ」では最も未来となる太正100年を舞台としているが、過去作と直接つながっているわけではなく、「もうひとつの可能性の未来」となっている。

## 沿革
当初はセガの新プロジェクト「B.L.A.C.K.」、ディライトワークスの新プロジェクト「“日本、奪還”プロジェクト」としてそれぞれ別個に発表され、後にそれらが同じプロジェクトであると発表された。
2021年7月20日をもってサービスを終了。サービスの早期終了により、予定されていたVTuberの宝鐘マリン、白上フブキが声優を務める追加キャラの実装も中止となった。

## あらすじ
プロローグ
降魔等の悪しき魔の存在が長く出現しない時期が続いた世界。
帝国華撃団は「帝国歌劇団」としての活動を主とし、国民的人気を博していた。しかし、太正84（1995）年に発生した「帝都大厄災」により、日本にある全ての霊子水晶が使用不能となった大混乱と同時に、当時の帝国華撃団隊員兼トップスタァの咲良なでしこが単身で起こした反乱の責を受け、解体。霊子水晶併用蒸気機関が使用不能となった後、日本は吉良時実が筆頭となり、霊力をベースにした新エネルギー「ミライ」を開発。日本は急激に復興を遂げ、解体された帝国歌劇団も吉良の手で「大帝國歌劇団B.L.A.C.K.」として復活。しかし、なでしこの反乱以降、B.L.A.C.K.メンバー以外による歌劇等の表現活動は一切禁止とされてしまった。
その後、新たな魔の存在「降鬼（こうき）」が出現。大帝國歌劇団B.L.A.C.K.は「大帝國華撃団B.L.A.C.K.」として華撃団化され、新たに開発された霊力兵器「霊子スーツ」を身に纏って、降鬼から人々を守っていた。
序章 青ヶ島編
時を経て、太正100（2011）年。新人警察官であった大石義孝（由良）は、霊力による予知能力に目を留めた吉良により、B.L.A.C.K.の司令として着任。初任務としてなでしこの捕縛に向かうも、そこで彼女から恐るべき真実を聞かされる。それは「現在使用されているエネルギー「ミライ」は、人々から強制的に霊力を搾取して生成されており、そうして霊力を搾取されつくした人間の成れの果てこそが「降鬼」である。すなわち吉良こそが日本を狂わせた黒幕である」というものだった。
戸惑う大石であったが、その場に居合わせた統星プラナが大石を「反逆者」と認定して粛清にかかる。なでしこの手で青ヶ島に逃れた大石は、そこで彼女の娘である咲良しのに出会う。ところが青ヶ島にも降鬼が出現。降鬼との戦いの中、しのが搭乗していた嘗ての母の愛機である霊子甲冑が「霊子ドレス」に変化。しのは降鬼を難なく撃退し、霊子ドレスの力で降鬼も浄化され、元の人間に戻る。
大石からこれまでの経緯を聞いたしの、元帝国華撃団司令兼トップスタァの青島きりん、彼女の孫娘である青島ふうかは、「現在の日本の繁栄は虚構であり、真の日本と帝国歌劇団を取り戻さなければならない」と判断して、帝国華撃団を再結成。全国各地を回って団員を集めると同時に、各地の総督を倒して彼らの持つ「神器」を奪還して浄化する事で「日本奪還」を目指し動き出す。
第１章 九州編
船で桜風号と共に鹿児島県にたどり着き、そこで2人は幼なじみの神子浜あせびと再会した。彼女は福岡で女優なる為の猛勉強していたが九州総督マモンにより禁止され、父のいる実家に戻って来た。しのとふうかに進められて最初に入団を志願した。
そんな中で鹿児島では格闘戦が得意で弟思いの大隅まみや、宮崎では義足のアスリートの高千穂ゆう、熊本では射撃戦と銃器の扱いが得意な不知火りん、大分では文豪で物語を書く事が得意な九重めいを仲間に加わり、緒戦では九州地方の半分を解放した事により、九州総督マモンは帝国華擊団に宣戦布告をした。その途中でB.L.A.C.K.の風雪マジュの特別公演を敵情視察した。更にマモンの部下であるベリアルに襲撃を受けながらも撃破するもそこでマモンに踏みつけた直後に彼は用済みになり、空高く跳ね飛ばされた。しかし、福岡では天神家の当主である天神ひめかと彼女が率いる私兵の気転で退いた。長崎の新出島で玉野アンジェリカが協力によって霊子甲冑を手に入れその後に仲間になった。佐賀では福岡に向かう途中で鹿児島から追いかけいた伊万里くすのを仲間に加えた直後、マモンは天神家を叩き潰しに来た。ひめかは最後まで怯まずに食い止めるが限界を迎える直前で帝国華擊団が駆けつけた。そして、ひめかも晴れ仲間になり、マモンは遂に倒された。それと同時に九州地方は解放された。
しかし、このタイミングで風雪マジュが現れ帝国華擊団を捕えようとするが、あせびは司令としの達を救う為にB.L.A.C.K.の入団を志願した事で正式に脱退した。別れの際に次は敵同士で本気の勝負となる事に宣言した。そして、しのはもう一度あせびに会う為に真の女優としての腕を磨き上げると心から誓った。そして、「七人の女サムライ」を公演した。これにより神器は清浄されて元に戻り。九州では大人気となった。
第２章 中国編
桜風号は九州の花組と別れて、山口県にたどり着く。そこで革命の志を続ける時田松林のいる松林館に向かうが中国総督バイリンに処刑された事を知り、そこに終末時計があり、その秘密を知る為にメガロポリス出雲に訪れたら場所はバイリンが陰陽逆転政策により発展した大都会だった。
そこでB.L.A.C.K.の2人である副主将の一目ミヤビと石匠クレアのライブが終わった直後に見つかり、追撃を受ける中で司令はサマエルの攻撃により負傷した。しかし、鳥取で看護士である砂原ありのに命を救われて、復帰を果たした。実はありのは時田松林の弟子の１人であった。帝国華擊団は残りの弟子達を探した。岡山では鷲羽もえみと使用人達である。犬飼まと、猿冲なお、鳥部きょうこの試練と勝負に勝ち、広島では宮園いろはのファッションセンスを制した。その直後にミヤビとクレアが現れ、目的は中国総督の監視に来ており、クレアと一騎討ちで引き分けに持ち込めた。みやびがそれを止め、手を引いた。山口では長門なつみは歌の勝負から逃げずに立ち向かい勝敗を決した。島根では最後にバイリン達と共にしていた巫女の墨之宮はつかの熱い説得に心を打たれ、遂に仲間に加わり、その直後に時田松林が生きており、囚われている事を明かした。
陰岐の島でバイリンは降鬼を大量発生して、帝都への大功勢を企みそれを阻止したその瞬間に巨大降鬼が現れしの達はそれを祓った。その正体は時田松林だった。弟の過ちを許すよう弟子達に謝罪した。しかし、その直後にサマエルは用済みとなった彼を粛清するが兄の松林が弟を庇い致命傷を受けた。実は彼がバイリンとはつかを利用して操っていた黒幕であると明かして吉良首相の元へ退却した。松林は弟子達と帝国華擊団に未来を託して死去した。自らの過ちと間違いを認め、バイリンは総督の地位を返上し、はつか達に中国地方を託した。霊力タワーが同時に爆発した。終末時計がゼロになったのは、爆弾のカウントダウン装置だった。これにより中国地方は解放された。そして、「センセイ☆TEACHER」を公演した。これにより神器は浄化されて元に戻り、中国地方では大人気となった。
第３章 四国編
桜風号は中国の花組と別れて、しまなみ海道を渡る途中で四国は動乱状態に入っていた。始まりは4ヵ所に霊力タワーを建設したが降鬼の出現数が増え危機的な状況だったが四国県の代表の4名が統一に動き出しそして、四国統合の調印式の最中に代表の１人が反旗を翻した事で総督の座を巡り覇権争いになった。これが四国志の始まりであった。
帝国華擊団は愛媛にたどり着きそこで代表の１人で道後みつと出会いチアリーディングを通じて、しのと意気投合し故郷を守る為、義姉妹の杯を結びこの四国志を終わらせる為に仲間に加わった。徳島では代表の１人である佐那すだちと出会うがみつと口論を起こし、更に霊力甲冑で闘い敗北した。すだちは違和感を覚えており、各軍の副官に踊らされた事でみつと和解した。しの達にポールダンスを披露し晴れて仲間になった。高知では代表の１人である四万十ゆずらに出会うもその中には九州に流れ着いたベリアルもいた。彼は海岸に倒れていた所でゆずらに拾われて、暴走族連合の華面刃舞に加わり特攻隊長に参加した。しかし、ゆずらは仲間の絆を大事にするが納得出来ずに殴りあいになり、司令は彼女の拳を収め心から謝罪した。ベリアルは四国総督に拾われて彼の指示で漂着のフリをしてゆずら達、華面刃舞を騙し各軍の副官と引っ掻き回して四国志を作った。真実を話したベリアルは失意のまま華面刃舞を去った。ゆずらは晴れて仲間のなり。それと同時に華面刃舞はボランティア団体に変わった。香川では代表の１人である観音寺のあと出会った。彼女は総督になるのは興味はなく問答無用で3人を倒した直後に四国総督のベルフェゴールが現れて彼女を勝者と称えるがしかし、のあは四国志を作り出した。黒幕を探り出す為の大きな芝居を売り遂に追い詰めるが逆に逃げられるが四国4ヵ所全ての霊力塔を破壊する事に成功に終わった。
やがて、四国統合の調印式を再び取り行う中でベルフェゴールが現れ神器を持つ彼はこの調印を無効と四国志状態にすると宣言するが、間一髪で帝国華擊団が駆けた。実はベルフェゴールを誘い出す為の罠で彼が来る事は予期していた。完全に不意を突かれるが彼の居る真の霊力塔は地下にある霊力エネルギー収奪空洞に待ち受けていたのは各軍の副官である副田、副井、副中の3人兄弟を撃退するが、ベルフェゴールに立ち向かうが手も足も出なかったがそこへ華面刃舞を離れていたベリアルの機転で遂に倒されると共に四国地方は解放された。
ところが、このタイミングでB.L.A.C.K.の気分テンカが瀬戸大橋で待ち構えていた。戦うもテンカには太刀打ちが出来ない所で九州と中国の花組が救援に駆けつけ挟み撃ちにした事により退却を余儀無くされた。そして、「死かGO！4つの籠と麗しの看守」を公演した。これにより神器は浄化され元に戻り。四国地方では大人気となった。その頃、大帝國華擊団司令本部では吉良首相は帝国華擊団の捕縛命令を出していた。
第４章 近畿編
夜中の京都では帝国華擊団が淡路島を経由で近畿に来るとの情報を得ていた。しかし、撰進組の局長である土方べにしは敵が橋に待ち伏せしている事を知り、現地に急行した。翌日、桜風号は四国の花組と別れて、明石海峡大橋を渡る途中で近畿総督ルシファーからBANG！BANG！万博の開催宣言を発表した。その直後にB.L.A.C.K.のマジュ、クレア、テンカの3人に待ち構えていた。更に最明クルミが参戦した事で戦局が一変した。そして、B.L.A.C.K.のメンバーとなった。神子浜あせびもライバルとして立ち塞がり追い詰める寸前でべにしと接触した。彼女の協力と機転により、海中戦艦マコトで脱出を果たし、更に早い段階から帝国華擊団が来る事を予期しており、近畿地方解放の為に手を組んだ。
滋賀にある甲賀の里で忍者の比叡しゃなと出会い、修行の旅に同行し、更にべにしは甲賀忍軍に協力を仰いだ。しかし、クルミとあせびの追跡を受けた。しの達は直後に降鬼を払い、撤退を余儀無くされるがクルミは降鬼が人間であると驚愕するもあせびはやむを得ずに真実を全て話した。大阪では万博会場で漫才とダジャレが得意な水無瀬くりんと出会い、笑顔と笑いを届ける者同士として、意気投合した。そんな中で兵庫県出身の総督ルシファーとその娘の淡路のぎくと遂にご対面を果たし、京都の引き渡しを要求するが、べにしはそれを拒否して退却した。和歌山では那智家の当主代理である那智みうめと出会い、しのとふうかは近畿に来る前にお花見をした事で面識があり、最初は入団を拒否したがしの達の実力と説得を受けて晴れて仲間になった。霊力塔の破壊目前でクルミとあせびが待ち受け、追い詰められた。その途中でマジュ、クレア、テンカの3人とB.L.A.C.K.のトップスタァである統星プラナと総主将の夷守メイサが介入された事で完全に包囲され、更にべにしは帝国華擊団を裏切って、撰進組と京都を救う為に売った。近畿総督府に囚われの身になったがメイサから司令としのを牢屋から出し、遂にプラナとご対面した。彼女は孤高のスタァで居続ける意味としのと刀での手合わせを行い。万博会場でN12のライブステージを華擊団の皆と鑑賞し、トップスタァとして足りない所を学ぶと共に覚悟と決意を固めた。そんな中、近畿総督府の機兵隊が京都を襲撃された。B.L.A.C.K.は鎮圧の為に向かったその瞬間、べにしから連絡を受けた。実は帝国華擊団を裏切ったのはN12とルシファーを欺く為の作戦であった。撰進組に助けられ、脱出の途中で戻って来たクルミが立ち塞がるがルシファーの娘であるのぎくが帝国華擊団を庇い、それを見逃した。その頃、京都ではべにしと撰進組が機兵隊を食い止め、プラナ率いるN12が来た事で協力する形で退散した。
帝国華擊団は万博会場から脱出し、べにしから再び連絡を受けて、奈良の吉野山へと向かった。そこで将棋の天才棋士である生駒やえと接触を果たすが、べにしは将棋を完全に愚弄した事でその時の遺恨が残り、それが理由で協力を拒否したが司令はやえと将棋の勝負で再び道を示し、負けを認めると同時に帝国華擊団の軍師として、参加を決意した。京都で合流を果たし、べにしはこれまでの非礼を謝罪すると共に仲間になった。やえは近畿解放計画のイコマ作戦を提案した。作戦決行日の夜明け、宣戦布告の放送を行い、桜の革命を起こす事を宣言した。近畿各地での陽動作戦、破壊工作、撹乱戦を展開した。華擊団は総督府へ突入寸前でのぎくと再会し、父親であるルシファーの暴挙を止める為に協力を決意した。ツートンカンタワーの戦いでは自ら機兵で立ち塞がるが敗北した。瞬間にサマエルの介入によってミライエネルギーを注入し、暴走状態となって襲い掛かるも最終的に彼を救い出す事に成功した。その直後にサマエルに撃たれて、用済みとなった。実はのぎくの家族を不幸のドン底に陥れた黒幕であると明かし、再び退却した。しかし、ルシファーは札束に命を救われ、本当の自分を思い出し、総督の退任とBANG！BANG！万博の開催を中止すると共に神器を託され、のぎくは帝国華擊団に志願した。近畿の花組は京都に向けて出発した。
京都では深夜を迎え、あせびに案内され、クルミとの最終決戦に挑み、しのも今まで以上に全ての力を出し切り、イコマ作戦に従事した人達からもに戦いを見守った。しかし、霊子スーツが暴走を起こされ制御不能になるが、ふうかは海中戦艦マコトに搭載した霊子波動砲でクルミを救い出す事に成功した。そして、彼女は負けを認め、あせびにプラナを越えるように伝えて静かに立ち去った。彼女はこの放送を生中継し、帝都東京で帝国華擊団と大帝国華擊団B.L.A.C.K.の全面対決を宣言し、帝都での決着を約束し、カンターポの言葉を残して、引き上げた。翌朝にイコマ作戦は成功に終わった。これによって近畿地方は解放された。しのは主役となり、更にふうかも脇役として、ステージに初めての参加となった。そして、「蒼翔ける虹桜」を公演した。これにより神器は浄化され元に戻り。近畿地方では大人気となった。その頃、クルミは失意から立ち直らずに迷っていた所でマジュ、クレア、テンカの3人が現れて、問い詰めるがその直後で降鬼が出現したマジュ達は祓おうとするその瞬間に霊子スーツは吉良首相によって遠隔操作され、更に降鬼の秘密を知ったクルミを粛清する直前で帝国華擊団・宙組の江田島かしえに救出され、彼女は青島きりんの指示で協力を要請した。クルミは一時的に共闘戦線となりマジュ達を救い出し、大帝国華擊団B.L.A.C.K.を本来の姿に戻す事を誓い、かしえと共に旅立った。
最終章 関東編
京都の解放から数日後、吉良首相からの重大発表が知られた。それは帝国華擊団の精神的指導者である咲良なでしこを捕らえる事に成功し、その10日後に新帝國劇場にて公開処刑宣言を出した。近畿の花組は罠であると読んだ。出立の前夜、宙組、九州、中国、四国、日本各地の花組は既に目的へ向け出発した。翌日、咲良なでしこ奪還作戦を開始された。先発隊はべにし、やえ、しゃなの3人と撰進組を引き連れて桜風号に偽装したトラックで中央道長野方面にてB.L.A.C.K.の主力部隊に陽動作戦を引き受けた。後発隊は司令、しの、ふうか、みうめの4人がその隙を見て、本物の桜風号で東海道帝都方面へと一気に駆け上がる。のぎくとくりんの2人は義勇軍を結成する為に残り、後から他の花組と合流し、共に向かう事になった。司令は帝都での再会を果たす為にしのの母親を救い出す作戦を開始した。
先発隊のべにし達は中央道長野方面を通り帝都へと向かう最中で総主将のメイサと再び遭遇し陽動作戦を展開した。一方で後発隊のしの達は名古屋を通過し、浜松に差し掛かる所でマジュ、クレア、テンカの3人が待ち受けていた。彼女達は独自の調査で降鬼が人間である事と霊力塔が元凶である事を突き止めた。しかし、マジュ達の信じる正義の為にしの達に身柄の拘束と降伏の通告を受けるがそこへ九州花組が増援に駆け、交戦した末に勝利した。ひめか達に励まされて更に市民達から帝国華擊団とB.L.A.C.K.の公演曲を歌ってくれると共に再びスタァの道を示し始めた。しの達は東海道帝都方面を進み静岡に差し掛かる所で副主将のミヤビと再会を果たし、決意を固めた。更に中国花組が救援に駆け、これを撃破した。メイド道を極める大井川りほを仲間に加わり先を急いだ。その後にマジュ達3人と合流し、更に早い段階で霊鬼の正体を掴んでいた。ミヤビはマジュ達と共に帝都へ向かうことなった。その頃、帝都某所付近ではバイリン率いる北方連合花組はB.L.A.C.K.のメンバーで吉良首相の側近である夜門コハクと防戦の末に足止めをしていた。しの達は横浜に差し掛かる所でB.L.A.C.K.の古参メンバーの鵲裳シヅキが待ち構えていた彼女は降鬼を操る力を備えており司令の着任初日と青ヶ島に出現させた。しの達は万事休すになる所でクルミとかしえが現れ、シヅキの相手を引き受け、帝国華擊団は大急ぎで帝都へ向かった。
しの達は品川に差し掛かる所でサマエルの機兵軍団を率いて罠を仕掛けて待ち伏せていた。帝都市民は戒厳令を発令し、完全に包囲される所で四国花組とベリアルが駆けた。更に近畿花組とルシファー率いる義勇軍が参戦した。べにし達は中央道でメイサとの戦いで敗北寸前で義勇軍が到着し、ファンの一団に取り囲まれて降伏した。そして、宙組とバイリン率いる帝国華擊団北方連合花組が参加し、戦局が傾いた。更に甲賀忍軍、撰進組、那智家の使用人達、華面刃舞が帝都市民の救出と避難誘導を引き受けた。司令達はなでしこの待つ新帝國劇場でサマエルが立ち塞がりふうかは彼を天才技術者として評価するが彼女自身はこれに対抗して霊力循環システムを開発し搭載された霊子ドレスで出撃し、これを撃破した。サマエルは自身の発明を否定された事で機兵軍団に暴走プログラムを起動し帝都を完全破壊するが最後はベリアルに止められ彼の相手を引き受け、そのまま目的地へ急行した。たどり着いた場所であせびが待ち受けており、吉良首相に頼んで処刑執行役を引き受け、本気のしのに勝利して任務を果たすつもりだった。更に自分の過去を語った後、あせびとしのはステージで一対一の最後の勝負を繰り広げる最中にクルミが駆け、ふうかと共に見守り、激闘の末にしのは遂に勝利した。あせびと一緒に舞台に立つ事と地上の花になると語り、和解を果たした。座敷牢の鍵を解除され無事になでしこと再会を果たした。囚われている間にミヤビから良くしていた。彼女もしのとあせびの最後の戦いを見ており、迷いがあるの見抜いていた。そして、吉良首相がしのを狙っていると知るがその直後に暴走した機兵が劇場を破壊を始めた。なでしこは劇場の地下に保管してある霊子甲冑を手に入れた後、すぐに脱出した。
帝都大厄災の始まりの地、上野でなでしこは静かに語り始め、16年前のこの場所で放神の儀を実行したのは吉良時実でそれを阻止したのが娘のなでしこで依り代にされたのが孫のしのだった。彼は帝都大学の教授で神降ろしを召喚させる儀式にたどり着き、そして上野の壊滅させ同時に全国の霊子機関を破壊した更に霊力の大半を奪った歌声が出来なくなった原因の１つであった。真相を知った直後に吉良首相が現れ既に儀式の準備が整っていた。彼は旧世人類カンターポを召喚させる為に統星プラナを器として現世人類を滅ぼそうと企み、戦いの最中にて過去を語り、人生と未来を奪われた。カンターポの依り代にされたプラナは霊唱を始めるが、司令の天眼通を通してしのに話しかけ、自身を生み出したプラナはカンターポの器から解放され、この世界を救う為にプラナはしのに歌声を取り戻した。クルミに急いでB.L.A.C.K.と帝国華擊団全員に霊唱の仕方を教えた。しのは霊唱を初めた。帝都全域ではしのが歌えた事を喜びに満ちた所でクルミはB.L.A.C.K.と帝国華擊団に霊唱開始の号令を出した。続いてふうかとあせびも霊唱を歌い始め、遂にカンターポを祓う事に成功した。なでしこは父親である吉良に天眼通の正体と真実を教えた。司令は今の世界を見届けて欲しいと願いを込めたその瞬間に帝都は青空と桜を取り戻すと同時に咲良なでしこ奪還作戦は成功に終わった。これにより関東地方は解放された。プラナは自分の心に従い天に輝く星で居る事を望んだ。しのは祖父の吉良に日本の未来は仲間達がこれから作って行くと決意を固めた。吉良は自ら降伏宣言を出し、謝罪と感謝を受け入れた。こうして日本奪還を果たし、司令の長い旅と戦いは終わった。
エピローグ
太正101（2012）年戦いが終わってから少しの時が流れた。機兵によって破壊された帝都東京は帝都に集結を果たした帝国華擊団と帝都市民の力で復興を果たし、かつての輝きを取り戻した。
あれから天眼通は、未来を見せる事が出来なくなった。それはこの世界の未来を自分自身の目で見届ける事がカンターポの最後の願いだった。新帝都タワーは改良工事が終わって夜には仮稼働する予定する事になり新たに霊力循環システム「Blue-sky」が組み込まれた。これより、降鬼の出現がなくなり。安全安全のクリーンエネルギーが誕生した。機兵軍団によって破壊された新帝國劇場は新帝国劇場の名前を変え再建された。そして、新たな劇場が再出発する完成披露公演が行われる寸前で司令は日本を救った英雄として称えた。更に青島きりんと咲良なでしこは新しい世代のトップスタァ達が担い手であると受け入れながらも観客達は客席に座るようになった。
帝国華撃団と大帝國華撃団B.L.A.C.K.代表が勢揃いした上で新生・帝国華撃団を結成と公演を宣言した。各花組とB.L.A.C.K.は日本各地に人々の笑顔と希望を届けた。そして、日本に平和の日々を取り戻した中でしの、ふうか、あせび、きりん、なでしこ、司令の6人で勝利のポーズの記念写真を取り、日本地図にこの革命で参加した人達の名前入りサインが書かれた事により、この物語は幕を閉じた。

## 登場人物

### 帝国華撃団
キャラクター原案はオハラミサオが担当。部隊は全国各地にある花組（青ヶ島花組、九州花組、中国花組、四国花組、近畿花組、関東花組、中部花組、北陸花組、東北花組、北海道花組）のほかに、支援部隊の「宙組（そらぐみ）」が存在。終戦後は日本の未来を守った救世主として称え、再建された新帝国劇場にて解散、解体された大帝國華擊団B.L.A.C.K.を統合、編入した新生・帝国華擊団が再編された。
大石義孝（おおいし よしたか） / 大石由良（おおいし ゆら）
声 - 西山宏太朗（義孝） / 高橋雛子（由良）
本作の主人公。警視庁警備部巡査→大帝國華擊団B.L.A.C.K.司令→帝国華撃団司令。男女から選択ができる。名前はデフォルトネームで、プレイヤーが自由に変更可能。序章にて帝都東京で警察官をしていた所で天眼通に目覚めた直後に吉良首相にスカウトされて大帝國華擊団B.L.A.C.K.の司令に着任した。最初は咲良なでしこを捕縛任務を命じるが、なでしこから帝都と降鬼の真実を知ると同時に逆賊の濡れ衣を着せられ、追われる身となった。最終章では全ての真実に辿り着きこの戦いを終わらせ、日本と世界を救った。
終戦後に再建された新帝国劇場にて、新生・帝国華擊団の新司令として新たな一歩を踏み出した。その際にて天眼通の力を失うことになり、それに頼らず、若きトップスタァ達を見守る立場になる。ミライエネルギーの秘密を暴いた事により、逆賊の汚名も晴れた。
咲良しの（さくら しの）
声 - 岸本萌佳 / レア度 - 4 / 属性 - 霊 / 所属 - 青ヶ島・花組
本作のヒロイン。16歳。1995年3月16日生まれ。青ヶ島出身。帝国首相吉良時実を祖父に、トップスタァの咲良なでしこを母に持つ。趣味は歌劇観賞、演技練習。特技は剣術（二刀流）の達人で、殺陣や剣舞もかなりのものである。しかし、音痴ではないが、なぜか歌を歌う事ができず、鼻歌もできないのが欠点。
それは、しのが生まれて間もない頃に発生した帝都大厄災での放神の儀にて、霊力の大半を奪われてしまった事によるものだと判明。最終章にて自身の歌声を取り戻し、霊唱で統星プラナの命と心を救い、この戦いに終止符を打った。
そして、これまでの旅と戦いを経て、自分がなりたいトップスタァは、一人で輝く「天に輝く星」ではなく、仲間と共に咲き誇る「地上の花」だという結論を出した。
この戦いを終わらせた最大の功労者として、再建された新帝国劇場にて新生・帝国華擊団の担い手でありトップスタァの1人として、新たなステージに踏み出した。
青島ふうか（あおしま ふうか）
声 - 松浦愛弓 / 所属 - 青ヶ島・花組
16歳。1995年8月7日生まれ。青ヶ島出身。伝説のトップスタァ、青島きりんの孫娘。特技は発明。趣味は機械いじり。霊力が殆どない為、本人は直接戦闘に赴く事はないが、帝国華撃団のメンバーの霊子ドレスの製作、整備を一手に担う。
第1章から第3章まで舞台公演の裏方として支え、第4章では主演者の1人として、舞台に初めて参加を果たした。
最終章にてこれまでの旅から得た構想をヒントに、霊力循環システム「BLUE-SKY」を開発。自身もそれを搭載した霊子ドレスで戦闘に参加した。
最終決戦となるプラナとの戦いではあせびと共に霊唱を行い最後までサポートした。
そして、この戦いを終わらせた功労者の1人として、降鬼が出現しない真の安全安心のクリーンエネルギーシステム「BLUE-SKY」を生み出した。そして「発明王のトップスタァ」と呼ばれるまでに至ることとなり、再建された新帝国劇場にて新生・帝国華擊団の担い手として新たなステージに踏み出した。
神子浜あせび（みこはま あせび）
声 - 夏吉ゆうこ / レア度 - 5 / 属性 - 月 / 所属 - 青ヶ島・花組→大帝國華擊団B.L.A.C.K.
16歳。1995年12月14日生まれ。青ヶ島出身。しのとふうかの幼なじみ。趣味は天体観測、天文学。特技は歌、演技、ダンス、剣技。
1年前に2人より先に島を出ており、B.L.A.C.K.のオーディションを受けるが落選してしまい、その後はしの達、帝国華擊団と合流を果たした。第1章でB.L.A.C.K.に追い詰められた帝国華撃団を救う為、そして日本を動かすような大女優になる為、B.L.A.C.K.のメンバーとなる。
第2章から第3章まで血の滲むような努力で研究生から昇格して選抜入りを果たし、近畿地方での活躍によって、N12入り目前のナンバー13の地位を得る。
第4章での再会時はライバルとしてしの達に厳しい言葉をかけたり、最明クルミに降鬼の正体が人間であること明かしつつも、本質的には彼女達との関係は変わらなかった。
最終章にて咲良なでしこの公開処刑の執行役として新帝國劇場にてしのとふうかに立ち塞がり、しのと一対一の最後の戦いで敗北。そして、自身の後悔と過ちを認め遂に和解した。なでしこを解放した直後、心から謝罪した。最終決戦ではふうかと共に霊唱を行い最後までサポートした。
そしてこの戦いを終わらせた功労者の1人として、再建された新帝国劇場にて新生・帝国華擊団ではライバルで親友である咲良しのと共に、スタァの担い手として新たなステージに踏み出した。

### 大帝國華撃団B.L.A.C.K.(ブラック)
帝国首相・吉良時実が設立した「帝国華撃団」。前身は最明クルミが親友の鵲裳シヅキと共に結成した歌劇団「B.L.A.C.K.」で、彼女らに目を留めた吉良が「大帝國歌劇団B.L.A.C.K.」として再編成した。歌劇及び戦闘の実力で個人ごとに序列がつけられ、その序列によって「選抜」と呼ばれる正規メンバーと研究生に区分されており、選抜の総人数は108人。選抜でも実力の高い12人はトップ集団「N12（ノーブルトゥウェルブ）」を形成し、独自の異名がつけられる。終戦後は吉良首相が辞任された事で解散、解体するが再建された新帝国劇場にて新生・帝国華擊団に統合、編入された。
統星プラナ（とうせい プラナ）
声 - Lynn / キャラクター原案 - 曽我部修司（FiFS）
16歳。1995年4月8日生まれ。東京都出身。「B.L.A.C.K.」の「星統べるトップスタァ」で、不動のセンターにしてB.L.A.C.K.の頂点に君臨する存在。B.L.A.C.K.には吉良の推薦で入団し、圧倒的なパフォーマンスで当時のトップだったクルミとシヅキを押さえてトップスタァの座に就く。さらに降鬼の正体が人間であることを知っていた。
第4章にて夷守メイサと共に現れ、帝国華擊団を捕らえる事に成功した。更にメイサの指示でしのと司令に呼び出され遂に対面した。彼女のステージで覚悟と決意を示した。更に咲良しのを好敵手として認め、高く評価する一面を見せた。
最終章では帝都大厄災の始まりの場所で放神の儀の地、上野にて吉良首相と共に待ち構えた。彼女の正体はカンターポの器となる為に生み出されたもう1人の咲良しのであり、性格と意識は正反対でありながら、完全なるクローン人間だった。最終決戦において司令の天眼通を通じてしのの説得を受けて歌声を取り戻すきっかけを作り、帝都にいる帝国華擊団とB.L.A.C.K.の全員の霊唱で彼女の心を放神の儀から救われた。
この戦いの後に新帝国劇場で、新生・帝国華擊団のトップスタァの1人として編入、新たなステージに踏み出した。
夷守メイサ（あかし メイサ）
声 - 小清水亜美 / キャラクター原案 - 西村キヌ
21歳。1990年7月11日生まれ。北海道出身。「星率いる総キャプテン」。統星プラナの右腕のような存在で、B.L.A.C.K.のナンバー2。己の更なる高みしか目指すものがないプラナの孤独を理解し、彼女を総主将として支える。性格は冷静で職務に忠実だが、同時に包容力を兼ね備えている。
第4章にてプラナと共に現れ、帝国華擊団を捕らえる事に成功した。その直後に彼女の指示により、司令としのに会わせる事になった。更に咲良しのと帝国華擊団を高く評価する一面を見せた。
最終章では中央道長野方面でミラノと共に帝国華擊団を待ち構えていたが、ところがそれは土方べにし達による陽動作戦に引っ掛かるがルシファー率いる義勇軍に足止めされてべにし達の突破を許してしまうが最終的にミラノと共に降伏した。
終戦後は新生・帝国華擊団のまとめ役として、編入、引き続きバックアップに回っている。
最明クルミ（さいめい クルミ）
声 - 東山奈央 / キャラクター原案 - いとうのいぢ / レア度 - 5 / 属性 - 月
19歳。1992年2月7日生まれ。兵庫県姫路市出身。「星背負うセカンドセンター」。B.L.A.C.K.のナンバー3。B.L.A.C.K.の設立者の一人で、自分と同じ設立者であるシヅキを「0期」と称している。
B.L.A.C.K.設立当初はシヅキと共にトップスタァの座にあったが、プラナに奪われ、現在は虎視眈々と彼女からトップスタァの座を奪回しようと画策している。性格は傲慢かつ自己中心的だが、実は青島きりんと咲良なでしこの2人に憧れており、心から尊敬していた。
第4章にて本格的に参戦し、帝国華擊団を圧倒的に追い詰める最中で降鬼の正体と真実を知り、それを熟知している神子浜あせびから他言無用で利害関係を結ぶ。イコマ作戦では咲良しのと近畿花組に敗れ、更に霊子スーツが暴走しかけるが、海中戦艦マコトに搭載した霊子波動砲で命を救われ、失意を受けながら立ち去った。自分の居場所を失い、迷っていた所でマジュ達が真意を問い詰める直前で霊子スーツのコントロールが吉良に乗っ取られる形で粛清される寸前のところで帝国華撃団・宙組の江田島かしえに救われ、マジュ達を助けると同時に反旗を翻し、現在のB.L.A.C.K.の歪みを正すべく、一時共闘の道を選ぶ。
最終章ではシヅキと再会を果たし、彼女との決闘・共闘を経て、しのとあせびの最後の戦いの結末を青島ふうかと共に立ち会う。咲良しのと統星プラナの一対一の最終決戦では帝国華擊団とB.L.A.C.K.のメンバーの呼び掛けに応じて、全員に霊唱の仕方を教え、帝都の戦いの流れを変えた。
この戦いを終わらせた功労者の1人として、再建された新帝国劇場の演出家となり、新生・帝国華擊団のトップスタァの１人として編入、若きスタァ達を指導する立場でありながら、新たなステージへと踏み出した。
夜門コハク（よど コハク）
18歳。B.L.A.C.K.のナンバー4。眼鏡をかけた理知的な性格。吉良時実の側近的存在で、常に絶対的な忠誠心を示しており、特にメイサとミヤビからは警戒され、アリスを監視役につけられている。
最終章では帝都東京到達目前にてバイリン率いる北方連合花組との戦いに敗北し、降伏した。終戦後は吉良首相の辞任と共に消息不明となった。
一目ミヤビ（はなみ ミヤビ）
声 - 川澄綾子
20歳。「星包むサブキャプテン」。B.L.A.C.K.のナンバー5。好戦的なメンバーが多いB.L.A.C.K.の中では穏和な性格で、優しく後輩思い。副主将としてB.L.A.C.K.を下から支える。
第2章にて中国地方でモデルとして活躍する中で主に総督府を監視している。帝国華擊団が九州地方を奪還された事を知り本格的にクレアと共に参戦し、咲良しのと中国花組の戦いをクレアと共に一騎討ちを見守る中で撤退の指示を受けた。
最終章では帝都到達の目前で帝国華擊団に立ち塞がったが、しのと中国花組に敗北した。帝国華擊団を本物と認め和解、マジュ達3人と合流後に降鬼の正体が人間であると既に知っており、彼女達は大急ぎで帝都へ向かった。また囚われた咲良なでしこには良くしていた模様。
最終決戦ではシヅキとマジュの3人で帝都へ赴き、共闘の最中で吉良首相の野望を知りつつもしのとプラナの一対一の戦いにてクルミの呼び掛けに応じて、B.L.A.C.K.と帝国華擊団の全員で霊唱した。
終戦後は新生・帝国華擊団の副司令として編入、サポートに回った。
石匠クレア（せきしょう クレア）
声 - 大平あひる
15歳。「星宿すポジティブガール」。B.L.A.C.K.のナンバー6。異名通り、感情が顔によく出るはっきりした性格で、非常に好戦的。身長が高く、ダンスのキレに定評がある。
第2章にて帝国華擊団が九州地方を奪還された事を知り本格的にミヤビと共に参戦し、咲良しのと一騎討ちを展開するがミヤビの指示で退却した。
第4章においてイコマ作戦では和歌山の霊力タワーの防衛戦を展開するが、囮作戦に引っ掛かり足止めされた。しかし、和歌山タワーは爆破工作部隊により破壊されて失敗し、やむを得ずに撤退した。
最終章では東海道帝都方面で帝国華擊団の本命であるしの達を待ち構えるが、援軍に駆けつけた九州花組と応戦して敗北した。しかし、B.L.A.C.K.のファン達の励ましを受け入れ、帝国華擊団を本物と認め和解、ミヤビと合流を果たし、マジュ達と共に帝都へ赴き、帝国華擊団を援護に向かった。
終戦後は新生・帝国華擊団のトップスタァの1人として編入、ミヤビの補佐に回った。
風雪マジュ（かざゆき マジュ）
声 - 綾乃あゆみ
16歳。大分県出身。「星象る万能プレイヤー」。B.L.A.C.K.のナンバー7。真面目で冷静な性格で、状況判断力や洞察力が高い。敵対者の討伐よりも民間人の保護を第一義に考える。
第1章にて本格的に参戦し、九州地方では人気者として人々に笑顔を届けている。しかし、帝国華擊団が九州地方が奪還された直後に彼らを捕縛する直前で神子浜あせびはB.L.A.C.K.のオーディションを受け入れて彼女を合格させると同時に連れて行く形で九州地方から退却した。
第4章においてイコマ作戦では琵琶湖の霊力タワーの防衛戦を展開するが囮作戦に引っ掛かり足止めされた。しかし、琵琶湖タワーは爆破工作部隊により破壊されて失敗し、やむを得なく撤退した。
最終章では東海道帝都方面で帝国華擊団の本命である咲良しのと司令を待ち構える。近畿地方が奪還されるも独自の調査で降鬼の正体が人間であると知り、自分たちの正義の為、彼らに降伏通告するが、応援に駆けつけた九州花組と戦いに挑んで敗北。しかし、B.L.A.C.K.のファン達の励ましを受け入れ、帝国華擊団を本物と認め和解、ミヤビと合流を果たし、帝都へ赴き、帝国華擊団を救援に向かった。最終決戦ではミヤビとシヅキの3人で共闘し、その最中でB.L.A.C.K.と帝国華擊団を利用した吉良首相の思惑を知りつつもしのとプラナの一対一の戦いではクルミの呼び掛けに応じて、B.L.A.C.K.と帝国華擊団の全員で霊唱した。
終戦後は新生・帝国華擊団のトップスタァの1人として編入、しのとプラナの補佐に回った。
気分テンカ（けぶらい テンカ）
声 - 吉武千颯
14歳。「星浴びるムードメーカー」。B.L.A.C.K.のナンバー8。可愛らしさを前面に出した陽気で明るい性格で、スイーツが好き。その反面、B.L.A.C.K.の活動には非常に真摯。ファンからキブンちゃんの愛称で呼ばれている。
第3章にて四国地方が帝国華擊団に奪還された事を知り本格的に参戦し、咲良しのと四国花組を追い詰めるが中国花組と九州花組に包囲され、退却を余儀なくされる。
第4章においてイコマ作戦では大仏の霊力タワーの防衛戦を展開するが囮作戦に引っ掛かり足止めされた。しかし、大仏タワーは爆破工作部隊により破壊されて失敗し、やむを得ない中で撤退した。
最終章では東海道帝都方面で帝国華擊団の本命であるしの達を待ち構えるが、増援に駆けつけた九州花組と交戦して敗北した。しかし、B.L.A.C.K.のファン達に励ましを受けて、帝国華擊団を本物と認め和解、ミヤビと合流を果たし、マジュ達と共に帝都へ赴き、帝国華擊団を支援に向かった。
終戦後は新生・帝国華擊団のトップスタァの1人として編入、マジュの補佐に回った。
暁アリス（あかつき アリス）
13歳。B.L.A.C.K.のナンバー9。「笑わないスタァ」と呼ばれる、人間と違わない外見・知能・歌劇・戦闘の実力を有する、最新技術で製造されたアンドロイド。あらゆる命令を完璧に遂行する。
最終章では帝都東京到達目前にてバイリン率いる北方連合花組に敗北し、完全に機能を停止された。
澪標ミラノ（みおう ミラノ）
17歳。B.L.A.C.K.のナンバー10。N12では最も新参。並外れた才覚を有し「新世代エース」と評価される。努力や練習を嫌う点はメイサから苦言される一方、伸びしろの塊とも見られている。
最終章では中央道長野方面でメイサと共に帝国華擊団を待ち構えていた。しかしそれは土方べにしの陽動作戦に引っ掛かり、ルシファー率いる義勇軍に足止めされ、べにし達の突破を許してしまうが最終的にメイサと共に降伏した。
石籠セイラ（いづら セイラ）
21歳。B.L.A.C.K.のナンバー11。メイサとは双子の姉妹だが、大きく広がる髪型に戦闘狂な性格と、彼女とは正反対。命令違反の常習犯でその度に序列を下げられている。
最終章では帝都東京にて立ち塞がるが、バイリン率いる北方連合花組に敗北し、降伏した。
鵲裳シヅキ（からすき シヅキ）
声 - 立花理香
19歳。B.L.A.C.K.のナンバー12。元トップスタァ。クルミと共にB.L.A.C.K.を立ち上げた。
吉良の「特命」を単独で受けるのと、現在のB.L.A.C.K.に未練はない為、スタァとして高い評価を受けながら、あえてN12で一番下の序列にいる。クルミと同じく「0期」と称している。
「降鬼を操る力」を有しているが、その反動で体の不調を抱えている。
最終章では帝都での決戦に向かう帝国華撃団に立ちはだかるが、クルミとの再会・戦いを経て共闘する。最終決戦ではマジュとミヤビの3人で帝都へ赴き、共に立ち上がる最中で吉良首相の本心を暴きつつもしのとプラナの一対一の戦いでクルミの呼び掛けに応じて、B.L.A.C.K.と帝国華擊団の全員で霊唱した。
終戦後は治療を受けて「降鬼を操る力」は無くなり、リハビリ療養を得て、新生・帝国華擊団の新隊員として編入、演出家となったクルミの補佐に回った。

### 帝国政府
吉良時実（きら ときさね）
声 - 森川智之
現政府の首相。新世代のエネルギー「ミライ」を開発したことで国民から高い支持を得ている。かつては人類学と民族学を専門とする大学教授だったが、16年前の「研究」が、時の日本政府と帝都の権力者達によってその裏側を暴かれて、事実無根の罪で帝都大学を追われた。
実は咲良なでしこの父親にして、咲良しのの祖父であり、帝都大厄災を引き起こした黒幕。更に、放神の儀によって孫娘のしのの霊力の大半を奪い取り、彼女が歌え無くなった原因を作った。放神の儀によって旧世人類カンターポを統星プラナを器として現世に出現させ、人類を絶滅させようと企んでいた。
最終決戦では戦いの結末を見届けることになったが、娘のなでしこから天眼通がカンターポの目であることを打ち明けられた。そして孫娘のしのから歌と演劇の素晴らしさを教えられ、自身の敗北を受け入れた。終戦後は全ての責任を取り、辞任するが謝罪の会見で帝都を解放した英雄の咲良なでしこと咲良しのが実の娘と孫であると世間に打ち明けた。その後は青島きりんの勧めと説得によって淡路首相による新政権が発足後は官房長官に就任した。
マモン
声 - 大塚明夫
九州地方総督。第1章から登場。本名は「大熊 魔門（おおくま まもん）」で、帝国華擊団で日本奪還の最初の強敵で面倒臭い性格で、自分自身を気に入らない者は踏み潰す危険人物で帝国華擊団を見下し、排除しようとする。
本人は熊本城を取り壊して、霊力塔のネオ熊本城建設を企んだがそれを阻止され、遂に帝国華擊団に宣戦布告を行い、自身の機兵で部下のベリアルを四国までぶっ飛ばした後、九州解放を掲げる天神家の当主である天神ひめかに邪魔を受けて退却を余儀無くされるが、その報復として彼女の実家を火の海にして帝国華擊団を誘い出した。
最後は自ら機兵を駆って戦うが、咲良しのと一対一での戦いで完全敗北し、壮絶な戦死を遂げた。
ベリアル
声 - 斉藤壮馬
マモンの部下。第1章から登場。本人は帝国華擊団を見下し機兵を駆って出撃し、一度目の戦いでは退くが二度目の戦いの中でマモンに用済みとなり吹き飛ばされた。
四国に流れ着いた後、高知の海岸で四万十ゆずらに拾われて助けられた。そのまま華面刀舞に入り特攻隊長として四国志に参加した。ベリ坊の愛称で呼ばれ、ゆずらを姉のように慕っている。
その裏でベルフェゴールと接触しており内通者となるが、ゆずらに説得を受け改心した。ベルフェゴールの最後は戦いで加勢した後、自分を見つめ直す為、1人旅に出た。最終章では帝都決戦に駆け付け、機兵軍団の包囲網を強行突破で先陣を切った。更に幼馴染でもあるサマエルにより、機兵軍団の暴走プログラムを起動したが、野望は粉砕した。この戦いを終わらせた影の功労者の1人となった。終戦後は淡路首相による新政権の発足後は首席補佐官に就任した。
バイリン
声 - 福山潤
中国地方総督。第2章から登場。本名は「時田 梅林（ときた ばいりん）」で、日本を急変させる帝国政府を内側から崩すべく、あえて総督になった。自ら陰陽逆転政策を立案し、鳥取全域を砂丘にして、弾丸列車で観光客を集め、メガロポリス出雲を発展させようとした。兄の時田松林を幽閉した人物である。
帝国華擊団の活躍により中国地方を奪還されるとサマエルに粛清されるが兄の松林が代わりに命を落とした事により自らの後悔と間違いに気づき、総督を辞職した後は、中部・北陸・東北を回って霊力と志を持つ乙女達を集め、「北方連合花組」を結成し、司令官として指揮を執り。最終章では帝都決戦に駆け付け、帝国華擊団との合流を果たした後は共同戦線を張り、この戦いを終わらせた影の功労者の1人となった。終戦後は淡路首相による新政権が発足後は国防長官に就任した。
サマエル
声 - 木村良平
バイリンの部下。第2章から登場。その正体は吉良直属の「帝国最高技官」。その技量は非常に高く、新帝都タワーや霊力塔、ミライ機関、霊子スーツ、機兵は彼の基礎設計を担当した。
帝国華擊団が中国地方を奪われると同時に用済みとなったバイリンを粛清するもそれに失敗し、吉良首相の元へ帰還した。第4章では、帝国華擊団に近畿地方を奪われると同時にルシファーを粛清するも失敗したが、彼は用済みになり再び帝都に帰還した。
最終章では、帝都決戦で帝国華擊団を誘い込み罠を張って追い詰めるが、バイリン率いる北方連合花組とルシファー率いる義勇軍の介入により機兵軍団の包囲網が崩れ形成が逆転される。大帝國劇場にて自らの機兵でしの達に立ち塞がり敗れるが、最後は機兵軍団に暴走プログラムを起動させ帝都で破壊の限りを尽くす。しかし、最後は幼馴染のベリアルの手で止められ全ての野望が潰えた。
終戦後は青島ふうかが開発した霊力循環エネルギーシステム「BLUE-SKY」の普及に力を尽くした。
ベルフェゴール
声 - 茶風林
四国地方総督。第3章から登場。四国統合の調印式を滅茶苦茶にして四国志状態にした黒幕。
姿が現れない強敵だったが、帝国華擊団と四国地方の代表者4人に追い詰められて逃亡し姿を消す。その後、二度目の四国統合の調印式の最中に姿を現し調印を無効にすると宣言したが、それは彼をあぶり出す為の作戦であり。完全に不意を突かれるが彼の配下である副田、副井、副中の3人兄弟を差し向けるが逆に返り討ちに遭い、敗退した。
最後は真の霊力塔である霊力エネルギー収奪空洞の戦いでは自身の機兵で戦いに敗れた直後に崩落に巻き込まれ死亡した。
ルシファー
声 - 山路和弘
近畿地方総督。第4章から登場。本名は「淡路 至留波（あわじ しるば）」で、淡路のぎくの父でもある。奥妻を失くしてから、貧しい生活を送っていた所でサマエルに出会って近畿地方総督になった。その後にBANG！BANG！万博の主催者として莫大な金儲けをしながら、大帝國華擊団B.L.A.C.K.をゲストとして招いた。更に京都の伝統を守る撰新組局長の土方べにしと意見が対立している。
帝国華撃団との戦いでかつての志を取り戻し、総督の辞職とBANG！BANG！万博開催の中止を受け入れたその直後にサマエルに撃たれるが札束に救われ命拾いした。近畿奪還後は帝国華擊団の近畿公演で娘ののぎくの晴れ舞台を鑑賞した。
最終章では義勇軍の司令官として帝都に赴き、最終決戦では帝国華撃団を様々な手段で援護し、更に機兵の暴走の際に帝都市民に避難勧告で呼びかけた。この戦いを終わらせた影の功労者の1人となった。終戦後は吉良首相の辞任に伴い、首相に就任し、新政権を発足させた。

### その他の人物
咲良なでしこ（さくら なでしこ）
声 - 田中理恵
しのの母で、帝国華撃団の隊員兼元トップスタァ。帝都大厄災に乗じて単身反乱を起こし、政府に追われている。
実は吉良時実の娘であり、赤ん坊だった娘のしのを放神の儀で器にされかけたところで救い出し、それを阻止した。
序章でキミカゲに導かれた司令に帝都と降鬼の真実を教えるが霊子甲冑と神器を託した。別れる直前に娘のしのに帝都東京にくるように伝えた。
最終章にて政府より捕えられ、新帝國劇場で公開処刑を宣言される寸前で、娘のしのと幼なじみのふうかと一時共闘の道を選んだクルミと和解したあせびの4人によって救出され、再会を果たした。更にしのとあせびの決闘は囚われいた所から映像を見ていた。そして、16年前の帝都大厄災の真実を教えた。最終決戦にて霊子甲冑で参戦し、娘のしのの戦いを最後までサポートした。
そして、父である吉良時実にカンターポと天眼通の真実を伝えこの戦いに終止符を打った。
終戦後は新帝国劇場のオーナーとしてトップスタァの一員に返り咲き、娘のしのの晴れ舞台に来ている。
青島きりん（あおしま きりん）
声 - 土井美加
ふうかの祖母で、しのの育ての親。帝国華撃団の司令兼元トップスタァで、「伝説の男役」と称えられている。今は引退して、青ヶ島でひっそりと暮らしている。
16年前の帝都大厄災で放神の儀に乱入して、しのを救い出した1人である。
最初はしの達が帝都東京へ行くのを反対するが降鬼が現れた事を機に旅立たせる事を許した。
実は帝国華擊団の最大の支援者で陰ながらサポートしてくれた影の功労者でもあり、吉良時実とも面識がある。
吉良に粛清されかけた最明クルミのに宙組の江田島かしえを差し向け、彼女の命を救った。
終戦後は新帝国劇場でトップスタァの一人となり、孫のふうかの晴れ舞台に立ち会っている。
時田松林（ときた しょうりん）
声 - 津田健次郎
バイリンの兄。病で余命いくばくもないが、今の偽りの繁栄を築いた日本政府を打倒すべく、志ある乙女達を集める。
16年前の帝都大厄災で放神の儀に乱入して、しのを救い出した1人である。
第2章にて弟のバイリンにより陰岐の島に幽閉された。長い間に囚われの身なっていた為に霊力を奪われた事によって、巨大降鬼として立ち塞がるが帝国華擊団の活躍によって元の姿に戻った。そして、自分の弱さと弟の不甲斐なさを許すように頼んだ。
その直後にサマエルの攻撃から弟のバイリンを庇い致命傷を受け、帝国華擊団復活を喜び、幸せに受け入れながら、最後は弟子達に自分の意思を受け継がれたのを見届け静かに息を引き取った。
江田島かしえ（えだじま かしえ）
声 - ？？？
18歳。広島県出身。宙組所属の戦艦マニア。帝国華擊団の別動隊として陰ながらバックアップしてくれる。
吉良に粛清される寸前のクルミをきりんの命で助け、共闘の道を進ませて以後はクルミと行動を共にするようになり、最後まで帝国華擊団の本隊をサポートした。
丸さん（まる）
声 - 祐仙勇
サクラ革命のSPアニメ版に登場。霊子甲冑を自身のトラックでふうかの実家である青島家に運んだ。帝国華擊団では裏方として最大限にサポートしている。更に16年前の帝都大厄災で放神の儀に乱入して、しのを救い出した1人である。

### その他のプレイアブルキャラクター
| レア度 | 名前             | 読み                | 声優       | キャラクター原案            | 生年月日       | 年齢 | 出身地   | 属性 | 所属         |
| ------ | ---------------- | ------------------- | ---------- | --------------------------- | -------------- | ---- | -------- | ---- | ------------ |
| 5      | 大隅まみや       | おおすみ まみや     | 神戸光歩   | オハラミサオ                | 1994年8月28日  | 17歳 | 鹿児島県 | 火   | 九州・花組   |
| 5      | 九重めい         | ここのえ めい       | 元吉有希子 | DELiGHT Art Works           | 1995年5月11日  | 16歳 | 大分県   | 水   | 九州・花組   |
| 5      | 玉野アンジェリカ | たまの アンジェリカ | 遠藤璃菜   | オハラミサオ                | 1998年7月1日   | 13歳 | 長崎県   | 陽   | 九州・花組   |
| 4      | 高千穂ゆう       | たかちほ ゆう       | 髙橋ミナミ | オハラミサオ                | 1990年12月22日 | 21歳 | 宮崎県   | 風   | 九州・花組   |
| 4      | 不知火りん       | しらぬい りん       | 藍原ことみ | オハラミサオ                | 1992年9月20日  | 19歳 | 熊本県   | 風   | 九州・花組   |
| 4      | 伊万里くすの     | いまり くすの       | 咲々木瞳   | DELiGHT Art Works           | 1995年3月9日   | 16歳 | 佐賀県   | 月   | 九州・花組   |
| 3      | 天神ひめか       | てんじん ひめか     | 三澤紗千香 | オハラミサオ                | 1993年4月2日   | 18歳 | 福岡県   | 土   | 九州・花組   |
| 5      | 宮園いろは       | みやぞの いろは     | 関口理咲   | LAM                         | 1994年11月25日 | 17歳 | 広島県   | 火   | 中国・花組   |
| 5      | 砂原ありの       | すなはら ありの     | 小峯愛未   | POKImari                    | 1992年1月30日  | 19歳 | 鳥取県   | 水   | 中国・花組   |
| 5      | 鷲羽もえみ       | わしゅう もえみ     | 珠宮夕貴   | POKImari                    | 1995年2月3日   | 16歳 | 岡山県   | 陽   | 中国・花組   |
| 4      | 猿沖なお         | さるおき なお       | 三瓶由布子 | hakus（IZM designworks）    | 1994年8月11日  | 17歳 | 島根県   | 土   | 中国・花組   |
| 4      | 長門なつみ       | ながと なつみ       | 佐久間友理 | 真久（クラウドゲート）      | 1991年9月18日  | 20歳 | 山口県   | 陽   | 中国・花組   |
| 4      | 墨之宮はつか     | すみのみや はつか   | 社本悠     | 直良有祐（IZM designworks） | 1997年10月4日  | 14歳 | 島根県   | 月   | 中国・花組   |
| 4      | 犬飼まと         | いぬかい まと       | 富田美憂   | hakus（IZM designworks）    | 1994年10月20日 | 17歳 | 岡山県   | 火   | 中国・花組   |
| 3      | 鳥部きょうこ     | とりべ きょうこ     | 稗田寧々   | hakus（IZM designworks）    | 1994年9月3日   | 17歳 | 岡山県   | 月   | 中国・花組   |
| 5      | 観音寺のあ       | かんおんじ のあ     | 森下由樹子 | hakus（IZM designworks）    | 1991年8月13日  | 20歳 | 香川県   | 月   | 四国・花組   |
| 5      | 佐那すだち       | さな すだち         | 八巻アンナ | hakus（IZM designworks）    | 1992年11月8日  | 19歳 | 徳島県   | 風   | 四国・花組   |
| 5      | 道後みつ         | どうご みつ         | 新津実稀奈 | hakus（IZM designworks）    | 1997年2月21日  | 14歳 | 愛媛県   | 風   | 四国・花組   |
| 4      | 四万十ゆすら     | しまんと ゆすら     | 小野華永子 | hakus（IZM designworks）    | 1994年6月12日  | 17歳 | 高知県   | 火   | 四国・花組   |
| 4      | 霧ヶ峰あお       | きりがみね あお     | 菅野真衣   | hakus（IZM designworks）    | 1997年7月23日  | 14歳 | 長野県   | 水   | 中部・花組   |
| 4      | 大井川りほ       | おおいがわ りほ     | 河野ひより | 越水ナオキ                  | 1992年8月1日   | 19歳 | 静岡県   | 水   | 中部・花組   |
| 5      | 土方べにし       | ひじかた べにし     | 上田麗奈   | LAM                         | 1993年7月20日  | 18歳 | 京都府   | 火   | 近畿・花組   |
| 4      | 淡路のぎく       | あわじ のぎく       | 帝子       | 盛合理夢（トリサン）        | 1995年7月7日   | 16歳 | 兵庫県   | 水   | 近畿・花組   |
| 5      | 比叡しゃな       | ひえい しゃな       | 中井美琴   | LAM                         | 1996年10月12日 | 15歳 | 滋賀県   | 火   | 近畿・花組   |
| 5      | 那智みうめ       | なち みうめ         | 久野美咲   | LAM                         | 2001年11月4日  | 10歳 | 和歌山県 | 風   | 近畿・花組   |
| 4      | 水無瀬くりん     | みなせ くりん       | 中村カンナ | LAM                         | 1994年12月5日  | 17歳 | 大阪府   | 風   | 近畿・花組   |
| 5      | 生駒やえ         | いこま やえ         | 小泉萌香   | 裕                          | 1994年3月23日  | 17歳 | 奈良県   | 土   | 近畿・花組   |
| 4      | 立山うちか       | たてやま うちか     | 春野杏     | hakus（IZM designworks）    | 1996年6月3日   | 15歳 | 富山県   | 火   | 北陸・花組   |
| 5      | 最上むつは       | もがみ むつは       | 高橋花林   | タイキ                      | 1995年7月14日  | 16歳 | 山形県   | 月   | 東北・花組   |
| 4      | 八森ふき         | はちもり ふき       | 茜屋日海夏 | タイキ                      | 1994年1月18日  | 17歳 | 秋田県   | 陽   | 東北・花組   |
| 4      | 十字街まな       | じゅうじまち まな   | 南早紀     | ギンガ                      | 1994年9月30日  | 17歳 | 北海道   | 土   | 北海道・花組 |
| 5      | 高崎つつじ       | たかさき つつじ     | 山口愛     | 黒星紅白                    | 1996年7月30日  | 15歳 | 群馬県   | 風   | 関東・花組   |
| 4      | 八汐しろ         | やしお しろ         | 高尾奏音   | 神羅エージェンシー          | 1993年5月30日  | 18歳 | 栃木県   | 土   | 関東・花組   |
| 5      | 星原そうか       | ほしはら そうか     | 花守ゆみり | 吟                          | 1997年9月2日   | 14歳 | 鹿児島県 | 土   | 宙組         |
| 4      | 美瑛 ななこ      | びえい ななこ       | 鈴木みのり | 黒星紅白                    | 1992年10月27日 | 19歳 | 北海道   | 陽   | 宙組         |
| 3      | 能島ゆめ         | のしま ゆめ         | 西田望見   | 真久（クラウドゲート）      | 1996年4月19日  | 15歳 | 愛媛県   | 水   | 宙組         |
| 3      | 仙頭しゅうこ     | せんどう しゅうこ   | 松田颯水   | れおえん                    | 1997年4月15日  | 14歳 | 高知県   | 風   | 宙組         |
| 3      | 豊玉 こがね      | とよたま こがね     | 渕上舞     | 真久（クラウドゲート）      | 1993年12月10日 | 18歳 | 長崎県   | 土   | 宙組         |
| 3      | 秋吉 しずる      | あきよし しずる     | 山下七海   | れおえん                    | 1997年5月4日   | 14歳 | 山口県   | 土   | 宙組         |

## 用語
帝国華擊団（ていこくかげきだん）
太正時代の始まりから日本の平和と帝都東京を守り続けた秘密防衛部隊。太正84年に帝都大厄災においてトップスタァの咲良なでしこが反乱を起こしたことで反政府テロリスト呼ばわりされるまでに転落した。霊力の強い乙女達を探しながら、九州・中国・四国・近畿地方を巡り結成した主力部隊の華擊団。全国各地の花組と支援部隊の宙組で構成されている。平時は舞台で歌と演劇を行い、戦闘時には霊子ドレスで降鬼と戦う乙女達。最終章では帝都奪還と咲良なでしこの救出に成功した。終戦後は日本と全世界を救った英雄として称えられると同時に回復した名誉と共に再び国民の人気者に返り咲き。新帝国劇場にて新生・帝国華擊団に統合、再編された。
北方連合花組（ほっぽうれんごうはなぐみ）
中国地方の元総督である。バイリンを司令官として率いる花組。総督を辞職したバイリンは霊力の強い乙女達を探し、中部・北陸・関東・東北地方を巡り結成した帝国華擊団の別動部隊。このまま北海道へ向かう予定だったが咲良なでしこの公開処刑を知り急遽予定変更して帝都東京に向かい他のB.L.A.C.K.達と激戦を繰り広げ、最終的にしの達、帝国華擊団と合流して共同戦線を張り自ら機兵で駆って陣頭指揮を取りこの戦いを終わらせた。終戦後は新帝国劇場にて新生・帝国華擊団に編入された。
大帝國華擊団 B.L.A.C.K.（だいていこくかげきだん）(ブラック)
現政府首相の吉良時実が結成した。政府直属の秘密防衛部隊。太正84年に発生した帝都大厄災において咲良なでしこの反乱の後に旧帝国華擊団は消滅した事を機によって変わった。司令官は吉良首相で同時にオーナーも兼ねてる。メンバーのN12と研究生達により構成された。平時はステージで歌劇とダンスを披露する。戦闘時は霊子スーツで降鬼と戦い人々を守る乙女達。ライバルである帝国華擊団との激闘を繰り広げた。序章では主人公は司令官に着任するが咲良なでしこから真実を知り組織を離反した事により取り消しになった。最終章では中央道長野方面と東海道帝都方面で帝国華擊団を待ち伏せして最後の戦いを挑むが敗北した。終戦後は吉良首相が辞任する際に解体、解散するが新生・帝国華擊団に編入された。    
新帝國劇場（しんていこくげきじょう）
大帝国華擊団B.L.A.C.K.の司令本部。オーナーは吉良時実。新帝都タワーの目と鼻の前にある劇場。序章では司令の着任の時に降鬼に襲撃され初陣となった。最終章では咲良なでしこの公開処刑の場所として使われ、咲良しのと神子浜あせびの最後の闘いの場所でもある。帝都最終決戦では暴走プログラムを起動させた機兵軍団により完全に崩壊した。    
新帝国劇場（しんていこくげきじょう）
帝都最終決戦の後に再建された。新生・帝国華擊団の司令本部。オーナーは咲良なでしこ。新帝都タワーの目と鼻の前にある劇場。最終章では完成お披露目ステージにて全国各地の華擊団代表と元B.L.A.C.K.のメンバーが全員揃い舞台出演したと同時に新生・帝国華擊団の結成を宣言した。    
帝都大厄災（ていとだいやくさい）
太正84年に帝都東京を襲った大災害。霊子パルスが暴走した瞬間に上野は壊滅的被害を受けた。これにより日本にあるすべての霊子水晶が破壊されて使用不能となり市民は大パニックを引き起こした。実際は当時の帝都大学教授である吉良時実が赤子だった自分の孫であるしのを誘拐して放神の儀を取り行い旧世人類カンターポを召喚させる儀式だった。しかし、自分の娘である咲良なでしこ、青島きりん、丸さん、時田松林の4人が儀式に介入し中断させることに成功しました。最終的にしのは救い出したがその代償として霊力の大半を奪われてしまいその影響で歌が出来なくなった原因とされている。    
新帝都タワー（しんていと）
帝都東京の中心にあるシンボルタワー。実際は関東地区最大の霊力塔で霊的エネルギー供給装置もそこに配備されている。サマエルが設計されて造り出した。新帝國劇場も近くにある。帝国華擊団の最終攻略目標であり関東地方解放の舞台である。
ツートンカンタワー
大阪の中心にあるシンボルタワー。実際は近畿地区最大の霊力塔で霊的エネルギー供給装置もそこに配備されている。サマエルが設計されて造り出した。BANG！BANG！万博会場と総督府もそこにある。イコマ作戦の最終攻略目標の一つであり近畿地方解放の舞台である。
新出島（しんでじま）
長崎の中心にある外国人居留特区。玉野アンジェリカの故郷。大正時代から外国人達が多く暮らす人工の島。異国の建物や広場など、旧帝国華擊団が使っていた霊子甲冑が展示されている。しの、あせび、アンジェリカの3人で舞台を披露し人々の信頼を勝ち取る事に成功した。
メガロポリス出雲（いずも）
島根の中心にあるシンボルタワー。実際は中国地方最大の霊力塔で霊的エネルギー供給装置もそこにあります。サマエルが設計し造り出した。超島根神社の周辺は高層建築や新しい道路の整備と大都市の発展をされており、弾丸列車が走っている。総督府もそこにある。中国地方解放の解放の舞台である。
天神家（てんじん）
九州地方の豪族。当主は天神ひめか。那智家の本家である。革命軍を組織して九州地方の総督マモンに抵抗しながら九州地方解放を唱える所で帝国華擊団と接触して協力体制を結んだ。九州地方の解放後は復興に尽力する事になった。帝都最終決戦では日本各地で防衛戦を展開し、帝国華撃団の勝利に貢献した。
那智家（なち）
近畿地方の豪族。当主代理は那智みうめ。天神家の分家である。撰新組最大の支援者。近畿地方の解放を唱える当主である両親はルシファーに人質に捕えられて孤立無援となった所で帝国華擊団に接触して両親の救出を頼みこんだ。近畿地方の解放後は復興に尽力する事になった。帝都最終決戦では補給部隊として帝国華擊団を後方支援した。
松林館（しょうりんかん）
中国地方にある時田兄弟の実家。兄の時田松林が作った学校であり秘密基地。帝国華擊団が解体された後、吉良首相に支配された日本政府に反旗を翻す準備と弟子達に先生の志を学ぶ場所として使っていたが弟の時田梅林によって幽閉した事で閉鎖された。倉庫の中は資料や書物の他には終末時計がある。
砂原診療所（すなはらしんりょうじょ）
中国地方にある砂原ありのの実家。父親は医者で母親が看護士をしながら一家で経営していた。しかしご両親は大型車の不慮の接種事故で亡くして、から娘のありのが看護士と診療所を正式に受け継いだ。実は時田松林の命を救われた事があり。サマエルの攻撃によって司令が負傷した際に治療を受けて戦線に復帰した。
備中松山城（びちゅうまつやまじょう）
中国地方にある鷲羽もえみの実家。標高430mの臥牛山の山頂にあるお城である。ご先祖は代々続く商人家系で明治維新の後に売り出された城である。別名は(天空の山城)と呼んでる。帝国華擊団は犬飼まと、猿冲なお、鳥部きょうこの使用人達の試練を受けて最後はもえみとの決闘で彼女の志を取り戻した。
四国志（よんごくし）
四国地方の覇権争い。始まりは4ヵ所の霊力塔が建設されたが降鬼が出現して四国の人達は活気を無くしていたしかし四国の4県の代表は四国統合に道を歩んだ。ところが調印式の最中に高知の代表が反旗を翻した。その後に香川の代表と徳島の代表がそれぞれに対立しそれから愛媛の代表も争いを余儀なくされた。より多くの霊力（ミライ）を集めた者には四国の総督に選ばれる。それは四国地方の総督ベルフェゴールの巧妙に仕組まれた罠だった。しかし、帝国華擊団の活躍によって四国の各地方は独立を果たすことに成功し、恒久平和条約を結びこの四国志時代を終わらせた。
華面刃舞（かつらはま）
高知暴走族連合。総長は四万十ゆずら。特攻隊長はベリアル。四国志時代に現れた小規模の暴走族。最初は他の四国地方を覇権争いをしていた。しかしベリアルが仲間に加わってから怪し行動を取っていた。実は四国地方総督ベルフェゴールに通じていたことがバレてしまい離反した。そして高知の霊力塔の破壊と解放後は暴走族連合は解散したが、ボランティア団体として生まれ変わり四国地方の解放後は復興に全力で励んでいる。最終章では帝国華擊団を支援して帝都市民を安全運転で避難輸送を行った。
撰進組（せんしんぐみ）
幕末時代から存在する京都の伝統と平和を守る武装治安維持部隊である新撰組(しんせんぐみ)だったが、太正時代に入ると志を継ぐ秘密組織に生まれ変わった。海中戦艦マコトを所有しており構成員は京都の出身者ばかりだが小規模のレジスタンスグループ。局長は土方べにし。那智家の財力で最大の支援を受けている。帝国華擊団が近畿地方に入る寸前で大帝國華擊団の最明クルミとB.L.A.C.K.の一員となった神子浜あせびに待ち伏せされるがべにしと協力者達の活躍で難を逃れた。イコマ作戦の際には近畿地方の陽動と撹乱を甲賀忍軍と共に担当し、那智家の執事達には霊力塔の破壊工作を担当した。京都解放後は近畿地方の復興に全力で励んでいる。最終章では帝国華擊団を支援して帝都市民の避難誘導と安全確保を行った。
甲賀の里（こうかのさと）
甲賀忍軍の本拠地にして、比叡しゃなの生まれ故郷。忍者の末裔は正統の後継者はしゃな1人になってる。里の皆は忍者で子供の頃から修行しているが、大人になると廃業する。近畿地方の奪還作戦では撰進組と協力体制を結んだ。最終章では帝国華擊団を援護して機兵の撹乱と陽動を引き受けた。
BANG！BANG！万博（ばん・ばん・ばんぱく）
西日本最大のミライ祭典。主催者は近畿地方の総督ルシファー。会場内は娯楽施設やミライエネルギーの展示など、B.L.A.C.K.のライブステージも揃っている。しかし、イコマ作戦の発動と共に帝国華擊団の活躍によって開催は中止と白紙に戻されたと同時にルシファーも総督の地位を失った。
イコマ作戦（いこまさくせん）
生駒やえが立案した。近畿地方奪還計画。作戦の参加者は帝国華擊団を中核として、撰進組は撹乱戦を引き受け、那智家の使用人達は破壊工作を担当し、甲賀忍軍は陽動作戦を引き受けた。最終目標は万博会場と京都の二ヵ所である。ツートンカンタワーの制圧と撰進組の本拠点である京都が奪還された事により、作戦成功に終わった。
霊子水晶（こうしすいしょう）
霊力（ミライ）ができる前の太正時代からある蒸気機関の動力に使う結晶で生活の支えになっていたが16年前の帝都大厄災で霊子パルスが起きた後に大半が破壊されて日本の各都市の機能が失われた。
霊力猫キミカゲ（れいりょくねこ）
声 - 犬山イヌコ
咲良なでしこのパートナー。霊力の高い乙女を見分ける。帝国華擊団のマスコット。序章までなでしこと一緒だったが別れてから以後は司令と行動を共にした。普段はおとなしいが降鬼や機兵などを感じると非常に荒い。最終章ではふうかと共に霊子ドレスで出撃し、最後まで駆け上がった。   
霊力塔（れいりょくとう）
サマエルが基礎設計した霊力タワーで霊的エネルギー供給装置で人の霊力（ミライ）を吸い取られ降鬼になったと原因とされている。霊力塔を破壊すれば青空と桜の木を取り戻すことができる。    
霊力機関（れいりょくきかん）
今の日本を支える大切なエネルギーシステムで日常生活に必要な動力源でサマエルが開発した。ミライ機関と呼んでいる。他には乗り物のエンジンや人々が暮らして行ける電力もこれに当たる。    
霊力（れいりょく）(ミライ)
人間の気力と活気から生まれてくる超自然のパワーの源。霊力に弱い者は降鬼になってしまうが逆に強い者はその影響を受けない。また桜の木が枯れたり青空が暗くなったりする。    
霊唱（れいしょう）
歌声を霊力のエネルギーに変換して霊子スーツや霊子ドレスを最大限に発揮するが1人の霊唱は体と霊力に大きな負担をかける。それを軽くする為には複数の乙女達の霊唱が必要不可欠になった。まさに諸刃の剣である。それを使う意思によって希望の歌にもなれば絶望の歌にもなる。霊力を宿す乙女の力でもある。   
神器（じんぎ）「神霊器」(じんれいき)
日本の霊的に支える存在で九種は存在する。1つは咲良なでしこの手で盗み出された。それが日本を救う為のキーアイテムになる。最初は司令でも反応しなかったがしのの思いに応えて霊子甲冑から霊子ドレスに変化した。神器を浄化するには地域での舞台公演をして人々の笑顔と笑い声を届けることで神器は在るべき姿である神霊器に戻る。   
桜風号（おうふうごう）
帝国華擊団が所有する。移動式劇場トラック。設計者は青島ふうか。日本奪還の移動本部基地としての他にはトレーラーの中に劇場を兼ねています。他には霊子ドレスの整備室や運転席の中は休憩室も兼ねています。平時は劇場となり。戦闘時は後方指揮車となる。    
海中戦艦マコト（かいちゅうせんかん）
撰新組が所有する潜水母艦。帝国華擊団の近畿地方奪還戦では移動基地としての他には桜風号の格納庫など後に青島ふうかの強化改修で霊子波動砲を配備し最命クルミを霊子スーツの暴走を止めた。しかしその反動で沈没したが、近畿奪還の役目を終えた。    
霊子ドレス（りょうし）
帝国華擊団が所有する。青島ふうかが基礎設計した。華擊団隊員が着る。対降鬼用の戦闘勝負服。元々は霊子甲冑が神器の力で変化した物である。華擊団の隊員達には個性があり得意な武器で戦う。霊力の出力を最大限まで生かすことができる。    
霊子スーツ（りょうし）
大帝國華擊団B.L.A.C.K.が所有する。サマエルが設計した。N12や研究生達が着る。対降鬼戦闘服。霊力の出力を最大に上げる騎士（ナイト）モードを装備しており。他には自立制御プログラムが仕込まれていて操縦者でもコントロールが出来ないように作られている。その機能装置を破壊すれば操縦できる。    
霊子甲冑（りょうしかっちゅう）
太正時代からある旧式戦闘服。動力源は霊子水晶。旧帝国華擊団の主力装備。帝都大災厄で霊子水晶が破壊され使用不能になった。ほとんどは博物館に展示されている。その一部は何とか稼働している物もある。咲良なでしこは新帝國劇場に保管していた物を使用して最後の戦いに役立った。    
機兵（きへい）
サマエルが基礎設計した無人機で主に偵察や戦闘など特化した物がある。各地方の総督府には有人機があり総督専用の機兵が配備されており全機兵には暴走プログラムを仕込んでいる。しかし、本来の機兵は大帝國華擊団B.L.A.C.K.に取って変わることになる。    
降鬼（こうき）
この日本を脅かす怪物で凶暴かつ自我を持たない。帝国華擊団並びに大帝國華擊団B.L.A.C.K.の共通の敵である。しかしその正体は霊力（ミライ）を奪われた人間が成れの果ての姿であり、霊子ドレスで倒せば元の姿に戻せる。しかし、霊子スーツでは倒せても元の姿に戻るのも時間が掛かる。    
放神の儀（ほうしんのぎ）
カンターポを召喚させる神降ろしの儀式。16年前に帝都大災厄を引き起こし元凶となった。当時はまだ不完全であったが失敗したと思っていた儀式の半ば成功していた。その後に霊力塔を建設したのも霊力を集めてその門を開かせる為だった。    
天眼通（てんがんつう）
主人公である司令が序章で最初に手にした。未来予知のような物でこの物語を左右する力である。その正体はカンターポをつなぐ鎖である。しかしそれは一側面に過ぎず。実はカンターポと現世をつなぐ鍵であり目でもある。この戦いが終わった時にその力を失った。    
カンターポ
争いという概念を持たない旧世人類。ところが現世人類に滅ぼされて隠世に逃れた。しかし、実際は現世人類に次代を託し概念体となりカンターポが身体を借りて来た。時空を越え、人の善なる心を見守る目。天眼通の正体でもある。しの達と司令の活躍によって、現世を離れ解放された。      
サピエンス
争いという概念を持つ現世人類。しの達もこれに当たる。旧世人類を滅ぼし彼らに取って変わられた。そして現在に至るまで今の世界を作り出した。吉良首相は放神の儀を開かせて、今の世界を滅ぼそうとした。      
霊力循環システム「BLUE-SKY」（れいりょくじゅんかん）(ブルースカイ)
霊力をエネルギーに綺麗にする環境改善装置。設計者は青島ふうか。最初は霊子ドレスに搭載した。その後に日本各地の霊力塔に配備した。このシステムが開発されてことによって降鬼の出現数が大幅に減少し遂に根絶した。安全安心のクリーンエネルギーである。

## 主題歌
SAKURA HIKARU Revolution
帝国華撃団が歌う主題歌。作詞は畑亜貴、作曲は田中公平、編曲は東大路憲太。
Wonderful Future
大帝國華撃団B.L.A.C.K.が歌う劇中歌。作詞は畑亜貴、作曲は田中公平、編曲は中村博。

## 挿入歌
純情斬々ロード
歌は帝国華擊団 九州花組、作詞は畑亜紀、作曲は田中公平。
魂☆先生ATTACKER
歌は帝国華擊団 中国花組、作詞は畑亜紀、作曲は田中公平。
Romantic Prisoner
歌は帝国華擊団 四国花組、作詞は畑亜紀、作曲は田中公平。
我らのイノリ我らのミライ
歌は帝国華擊団 近畿花組、作詞は畑亜紀、作曲は田中公平。
花人花色
歌は帝国華擊団 九州、中国、四国花組、作詞は畑亜紀、作曲は田中公平。
マジカルハートで奪取せよ
歌は帝国華擊団、作詞は畑亜紀、作曲は田中公平。
存在よ高みを目指せ。
歌は最明クルミ(東山奈央)、作詞は畑亜紀、作曲は田中公平。
帝国華擊団、熱乱！
歌は咲良なでしこ(田中理恵)、作詞は畑亜紀、作曲は田中公平。
Powertul Dreamer
歌は神子浜あせび(夏吉ゆうこ)、作詞は畑亜紀、作曲は田中公平。
誠花よ夢よ咲き誇れ
歌は咲良しの(岸本萌枝)、作詞は畑亜紀、作曲は田中公平。
サカサマエンドロール
歌は帝国華擊団、作詞は畑亜紀、作曲は田中公平。 

## スタッフ
- 原作 - セガ
- シリーズ原作 - 広井王子
- 脚本 - 松崎史也[2]
- シナリオ - 山根直樹、糸魚川鋼二、亀田真二郎、上城友幸
- 開発総指揮 - 里見治紀、庄司顕仁
- 制作 - セガ、ディライトワークス

## Webアニメ
スペシャルアニメとして、2020年9月2日からYouTubeにてアニメが配信されている。ゲームのプロローグ部分が映像化されている。

### スタッフ（Webアニメ）
- 原作 - セガ
- 監督 - 伊藤祐毅
- 脚本 - 西村悠
- 絵コンテ - 三輪和宏、伊藤祐毅
- キャラクターデザイン・作画監督 - 新井伸浩
- 音楽 - 田中公平、東大路憲太
- アニメーション制作 - CloverWorks

### ユニットメンバー
1. ↑  咲良しの（岸本萌佳）、青島ふうか（松浦愛弓）、神子浜あせび（夏吉ゆうこ）
2. ↑  統星プラナ（Lynn）、夷守メイサ（小清水亜美）、最明クルミ（東山奈央）